# Gäsjön
Gäsjön är en sjö i Mora kommun och Orsa kommun i Dalarna och ingår i Dalälvens huvudavrinningsområde. Sjön har en area på 0,233 kvadratkilometer och ligger 540,1 meter över havet.

## Delavrinningsområde
Gäsjön ingår i det delavrinningsområde (679727-143002) som SMHI kallar för Mynnar i Unnan. Medelhöjden är 476 meter över havet och ytan är 33,61 kvadratkilometer. Räknas de 4 avrinningsområdena uppströms in blir den ackumulerade arean 76,45 kvadratkilometer. Djupån som avvattnar avrinningsområdet har biflödesordning 4, vilket innebär att vattnet flödar genom totalt 4 vattendrag innan det når havet efter 351 kilometer. Avrinningsområdet består mestadels av skog (84 procent). Avrinningsområdet har 0,57 kvadratkilometer vattenytor vilket ger det en sjöprocent på 1,7 procent.